# Alfred William Finch

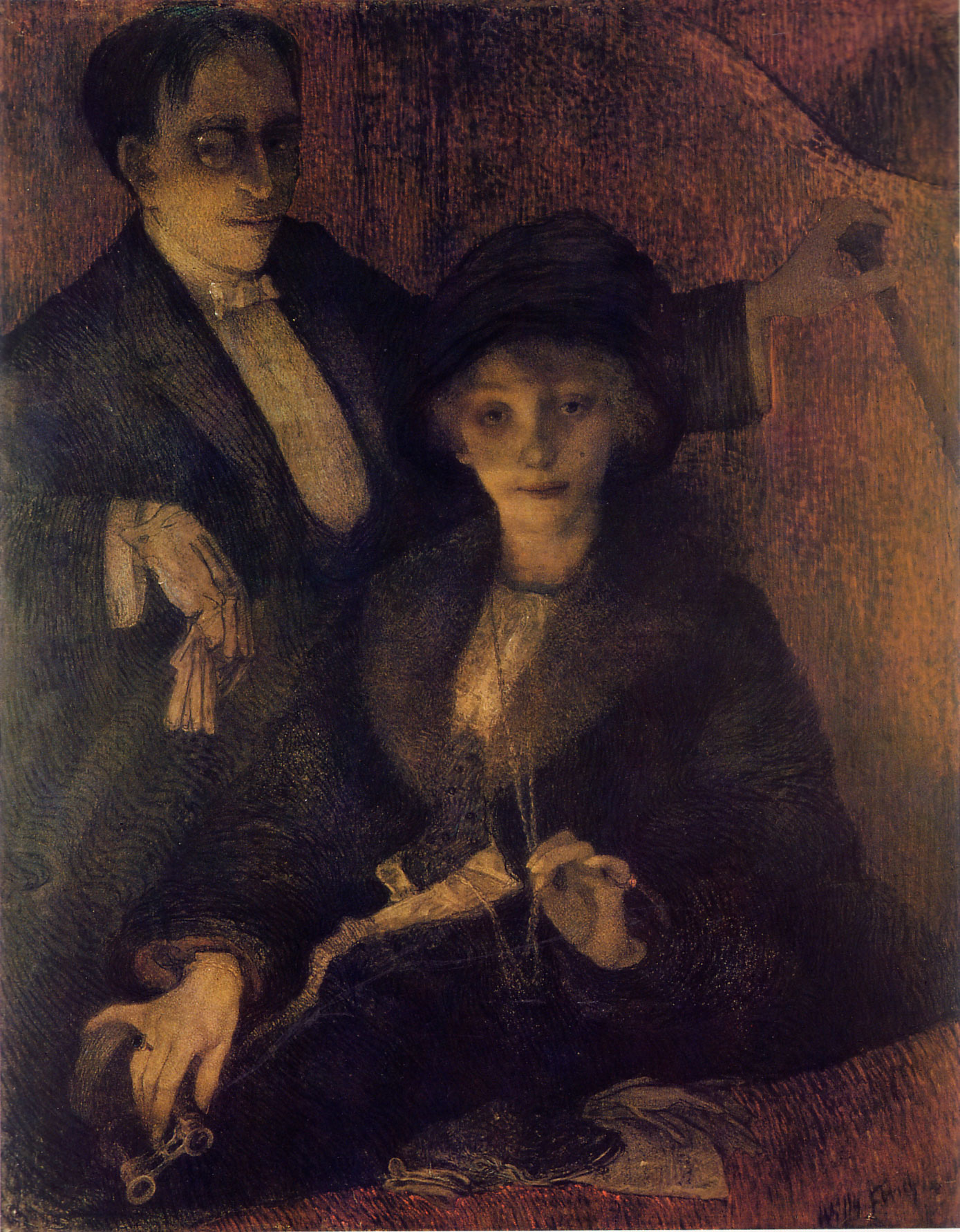
Színházi erkély

Alfred William (Willy) Finch (Brüsszel, 1854. november 28. – Helsinki, 1930. április 28.) kerámikus, festő. Fő alkotói stílusa a pointillizmus és neo-impresszionizmus. A XX-ak alapító tagja.

## Élete és művészete
Alfred William Finch Brüsszelben született, angol családban. Életének második felében Finnországban alkotott.
Finch a brüsszeli Académie Royale des Beaux-Arts-ban tanult. Megalapította A XX-ak művészeti csoportot, 1883. október 28-án. A társulás tagjai belga festők, tervezők, szobrászok, akik a meglevő művészeti elvárásokkal és divatjamúlt akadémizmussal szemben fellázadtak. 
Finch Georges Seurat és Paul Signac festészetének hatására változtatott realisztikus stílusán a pointillizmus felé, és a stílus egyik fő reprezentánsa lett, Théo van Rysselberghe mellett.
Az 1890-es évek elején megélhetési okok miatt elhagyta a festészetet, és kerámiával foglalkozott. Louis Sparre gróf meghívására 1897-ben Finnországba, Porvoo-ba költözött, és az Iris kerámiagyár élére került. Közreműködésére fejlődésnek indult a helyi szecessziós stílus, és megteremtődtek a modern finn kerámiaművészet alapjai. A gyár bezártával (1902-ben tönkrement a cég) Finch Helsinki Iparművészeti Iskola professzoraként kerámiaművészetet oktatott. Működésével biztos alapokat teremtett a magas színvonalú, európai szintű finn kerámiaoktatásnak. Változtatott stílusán, elhagyta az Iris porcelánjait. Különleges mázzal bevont tárgyain kínai és kontinentális elemeket alkalmazott. 
Sokoldalú művészi munkájában foglalkozott rézkarccal, és visszatért a festészethez is.
Megalapította a Septem csoportot Magnus Enckel finn festőművésszel, és Frosterus műkritikussal. Itt a kortárs francia festőművészeti vonalhoz közelített.
Helsinkiben halt meg, 1930-ban.

## Galéria

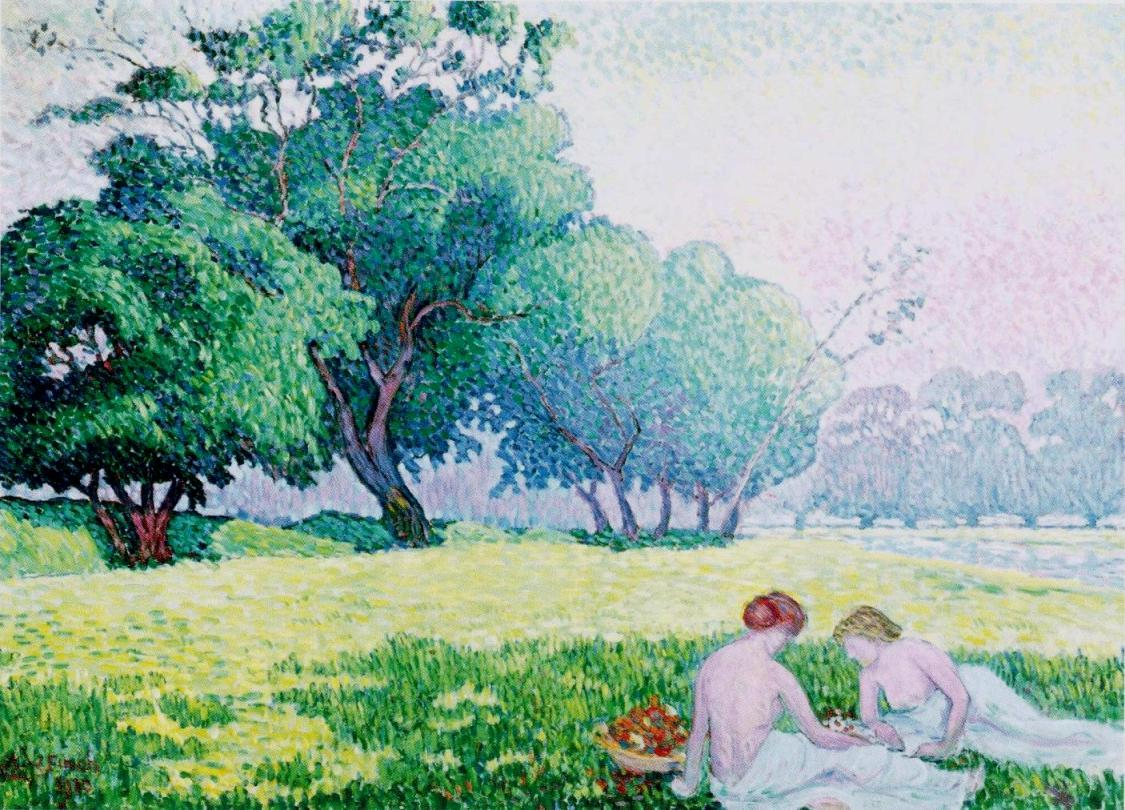
Dekoratív kép
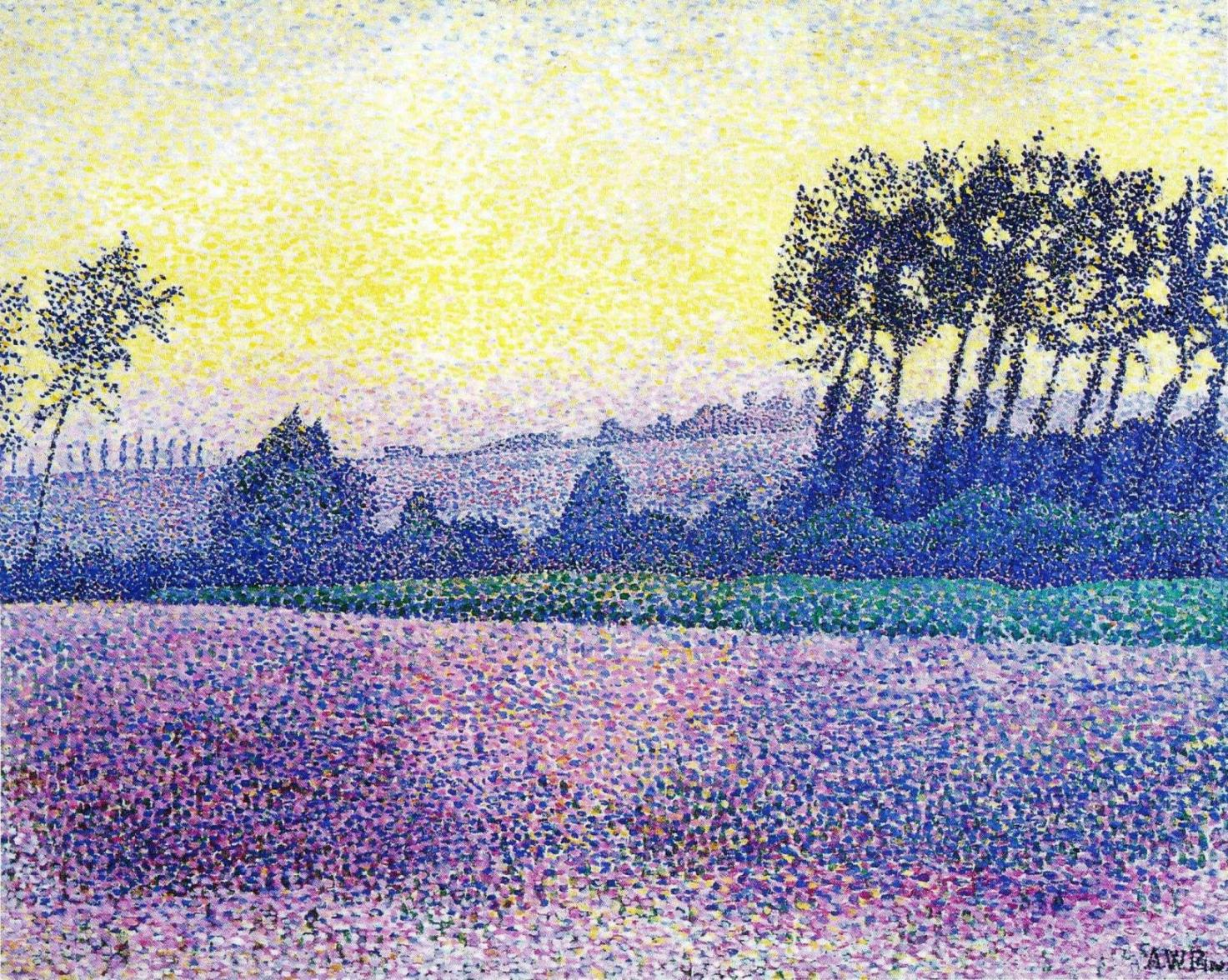
Naplemente
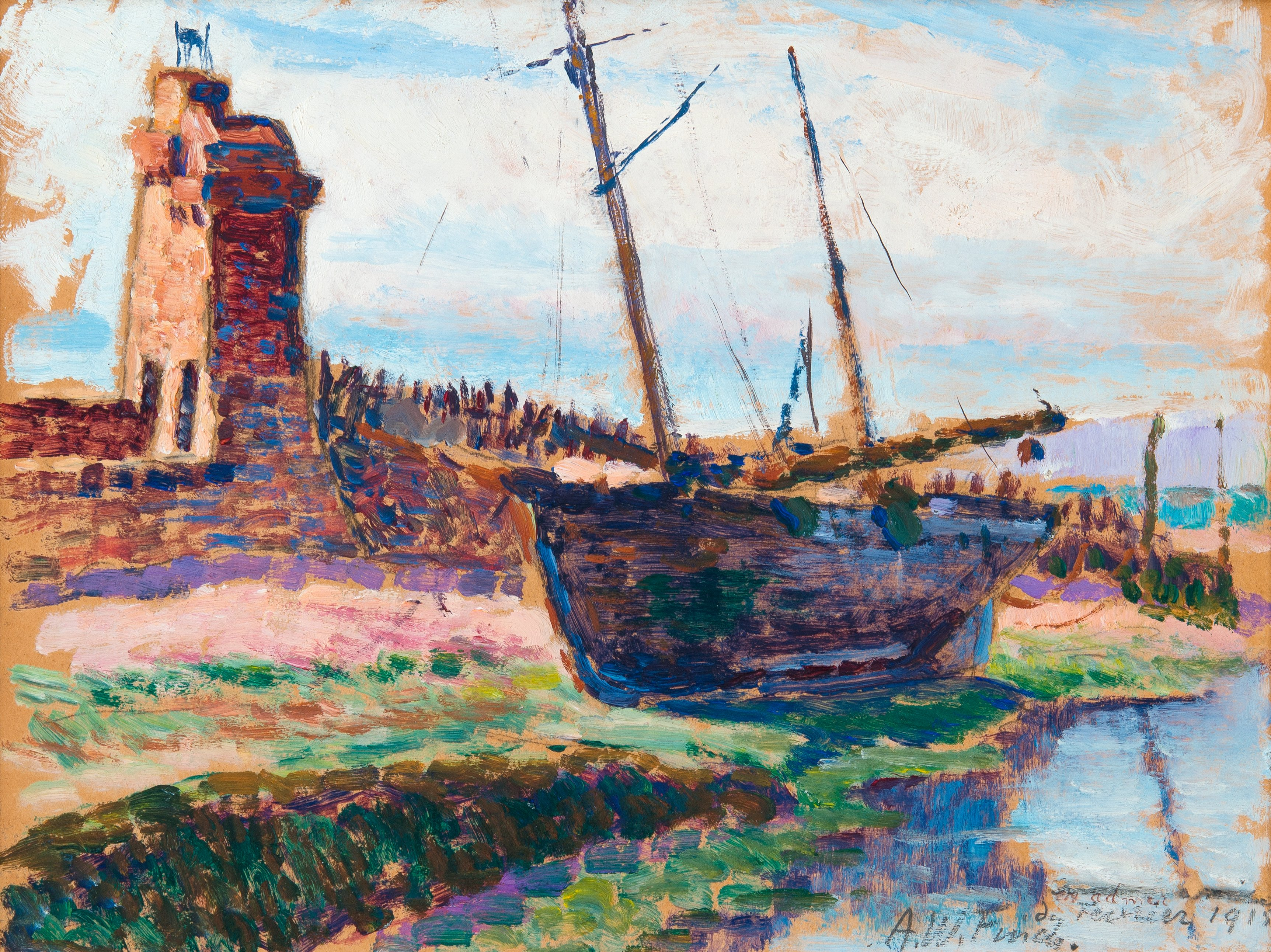
A part mentén
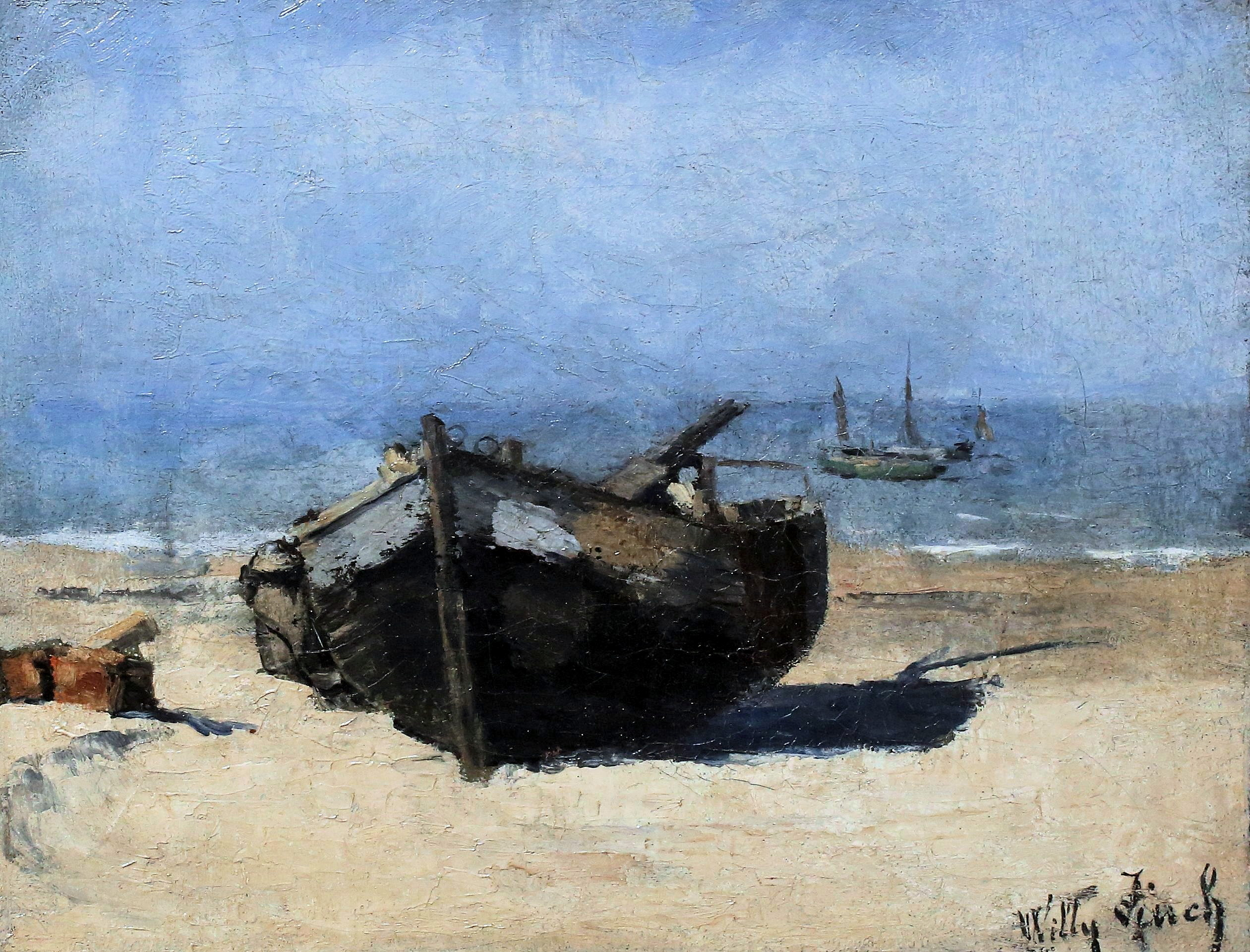
Partra vetett bárkák